# Morgan Aero 8
Morgan Aero 8 — спортивный автомобиль, выпускавшийся с 2000 по 2018 год британской компанией Morgan Motor Company. Было изготовлено 9 опытных образцов.

## Aero 8 Series 1 (2000—2004)
Morgan Aero 8 дебютировал в 2000 году на Женевском автосалоне. По словам Чарльза Моргана, автомобиль был «результатом крупнейшего проекта развития, когда-либо предпринятого Morgan Motor Company» (англ. «the result of the biggest development project ever undertaken by the Morgan Motor Company»). Aero 8 стал результатом многолетней напряжённой работы — программы развития, которая включала в себя участие в гонках серии FIA GT и партнёрство с BMW.
В то время как конструкция автомобиля состоит из предварительно отформованных алюминиевых элементов, значительная работа затрачивается на то, чтобы общий автомобиль продолжал историю ручной работы компании. Метод создания автомобиля опередил большинство компаний на рынке и представлял собой драматический сдвиг для компании.
Алюминиевое шасси имеет элементы рамы из ясеня, обеспечивающие связь с более традиционными автомобилями. Автомобиль был разработан Крисом Лоуренсом, который имел давние отношения с компанией Morgan и включал в себя многие особенности гоночных автомобилей того времени. В программу были включены встроенные амортизаторы, двойные поперечные рычаги по всему периметру, плоский пол, магниевые колеса с центральным замком, подвеска с розовыми шарнирами и другие элементы, что значительно улучшило управляемость по сравнению с предыдущими моделями.
Подвеска Morgan Aero 8 независимая. Автомобиль приводился в движение 4,4-литровым двигателем BMW V8 (M62TUB44) мощностью 210 кВт (286 л. с.) при 5500 об/мин и крутящим моментом 430 Н·м при 3750 об/мин. Разгон от 0 до 62 миль/ч составлял 4,8 секунды, а максимальная скорость — 257 км/ч.
В салоне находились алюминиевая приборная панель и изготовленный на заказ чехол Mulberry. Дизайн салона — ассиметричный. Автомобиль оборудован круиз-контролем, кондиционером и подогревом лобового стекла.
Благодаря многим элементам BMW, включая двигатель, коробку передач и ось, которые развивали тягу до 1100 кг, производительность Morgan Aero 8 была на одном уровне с Ferrari, Porsche, TVR и другими суперкарами того времени. Несмотря на то, что автомобиль включал в себя LSD, отсутствие других средств стабилизации и тяги означает, что водитель имел полный контроль над автомобилем.
Всего было выпущено около 210 автомобилей Series 1 с множеством небольших изменений, внесённых в интерьер и экстерьер за 2000—2004 годы.

## Aero 8 GTN (2004)

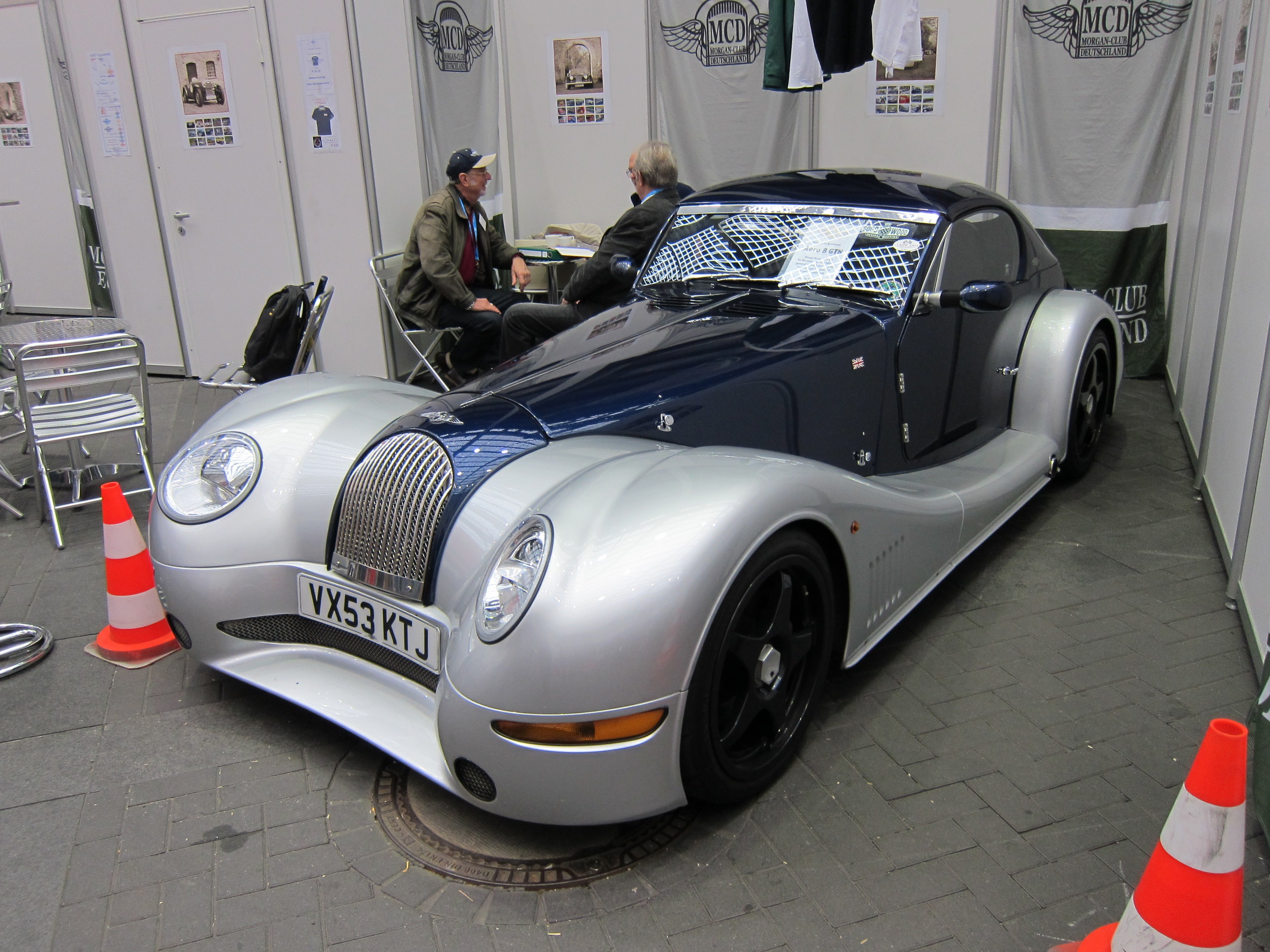
Morgan Aero 8 GTN

Morgan Aero 8 GTN — автомобиль ограниченной серии с 4,6-литровым (4619 см3) двигателем Alpina BMW мощностью 246 кВт (330 л. с.). Время разгона от 0 до 60 миль/ч — 4,3 секунды, максимальная скорость — 266 км/ч. Всего было выпущено 11 экземпляров. Все они были окрашены в сине-серебристый цвет.

## Aero 8 Series 2 (2004—2005)
Morgan Aero 8 Series 2 был представлен в 2004 году на автосалоне в Лос-Анджелесе. Series 2 — первая модель Aero, продававшаяся в Северной Америке. Проектное название — Aero Series 2 или Aero America.
Задняя часть автомобиля менялась по ряду направлений. Положение бензобака было изменено в соответствии с правилами США по борьбе с задним ударом. Крышка багажника была поднята для улучшения аэродинамики и хранения.
Автомобили Morgan Aero 8 Series 2 оснащались двигателем BMW N62B44 4,4L V8 со впускным коллектором DIVA — первым в мире впускным коллектором бесступенчатой длины. Двигатель развивает мощность 248 кВт (333 л. с.) при 6100 об/мин и крутящий момент 450 Н⋅м при 3600 об/мин. Максимальная скорость — 257 км/ч, разгон от 0 до 62 миль/ч (100 км/ч) — 4,8 секунды.

Всего было выпущено около 60 автомобилей.

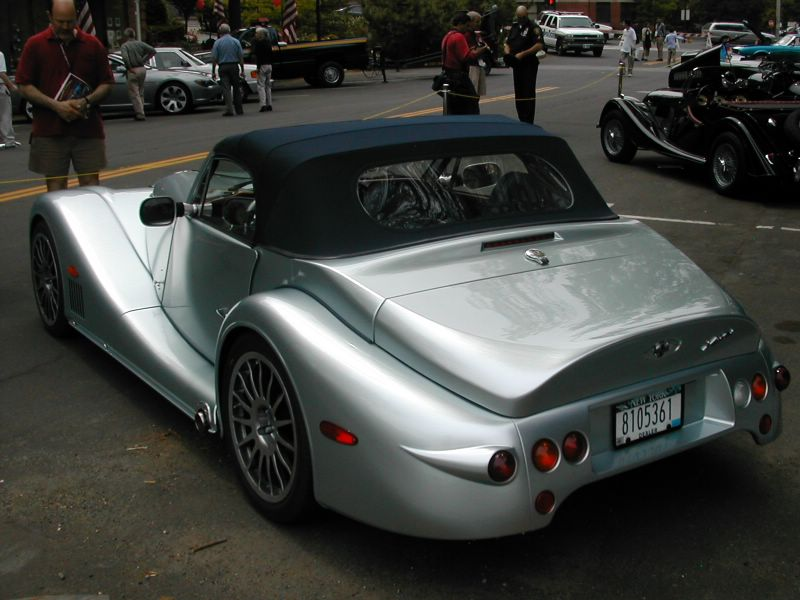
Morgan Aero 8 Series 2
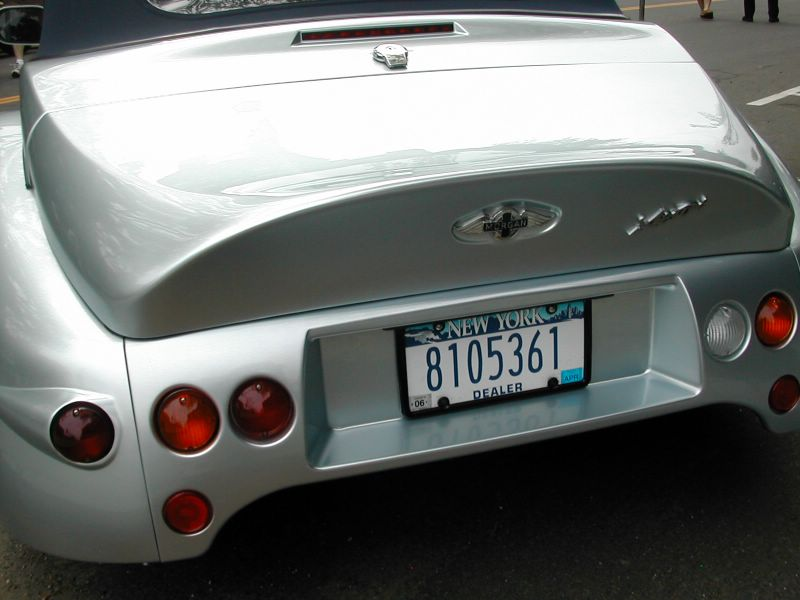
Шильдик и логотип

## Aero 8 Series 3 (2005—2007)
Morgan Aero 8 Series 3, в отличие от предыдущих поколений, имеет фары в стиле Mini. Изменения также коснулись крыльев и передней части. Интерьер и платформа те же, что и у Aero 8 Series 2.
Всего было выпущено около 200 моделей Series 3.

## Aero GT3 (2009)

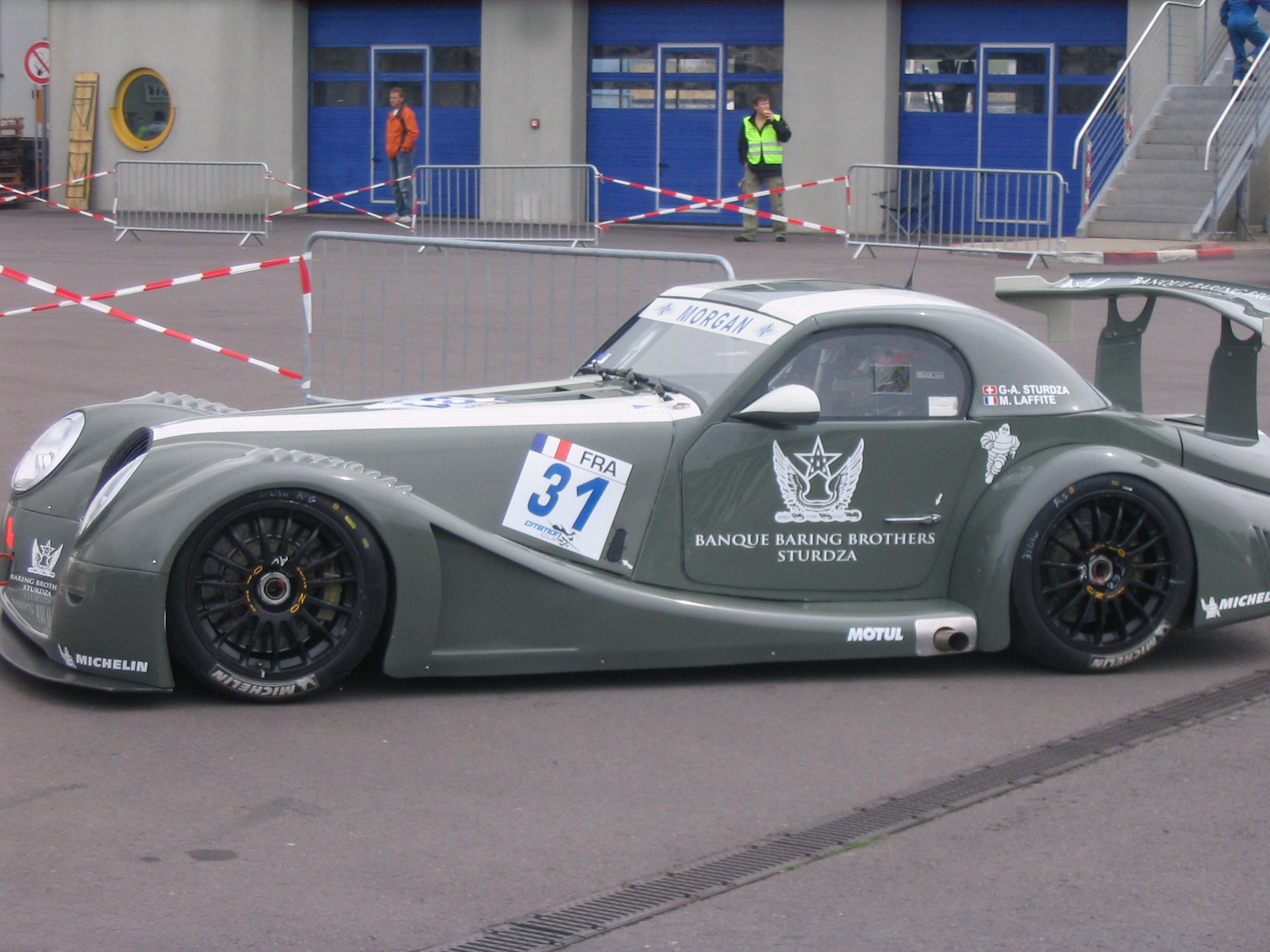
Morgan Aero 8 GT3 на трассе Ошерслебен

В 2009 году компании Morgan исполнилось 100 лет. По случаю такого юбилея компания приняла участие в FIA GT3. Aero Supersports, который, как утверждалось, был более аэродинамичным автомобилем, дебютировал в 2009 году на престижном мероприятии Villa d'Este.
Команда AutoGT, спонсируемая Banque Baring Sturdza вместе с бывшими гонщиками Renault F1 Жан-Пьером Жабуйем и Жаком Лаффитом, произвела большое впечатление в начале года. В Сильверстоуне автомобиль выиграл первую гонку под номером 100 и вторую гонку под номером 101.
Конкурентами Aero Supersports являлись Audi R8, Aston Martin, Ferrari и другие суперкары.

## Aero 8 Series 4 (2007—2010)
Morgan Aero 8 Series 4 оснащался двигателем BMW 4.8 V8 (N62B48) мощностью 270 кВт (362 л. с.) и крутящим моментом 370 фунт-фут. Это увеличение мощности на 13% по сравнению с предыдущими моделями обеспечивает соотношение мощности к массе 315 л. с. на тонну. Двигатель соответствует стандарту Евро-6.
Коробка передач — шестиступенчатая автоматическая (ZF 6 HP26). В отличие от механической трансмиссии, автоматическая имеет специальную муфту блокировки, конструкцию с низкими потерями мощности и характеристику мгновенного переключения передач, что обеспечивает лучшую производительность. В ручном режиме селектор переключения передач удерживает максимальные обороты двигателя на каждой передаче, а также увеличивает дроссельную заслонку и скорость переключения в целях «сглаживания» изменений.
В отличие от предшественников, топливный бак перестановлен для улучшения распределения массы. Кремовые циферблаты с синими числами были заменены чёрными, с белыми числами. Другие изменения — увеличенное багажное отделение, переработанные вентиляционные отверстия, обычный рычаг ручного тормоза и воздухозаборники на передних крыльях. 

## AeroMax (2005, 2008—2009)

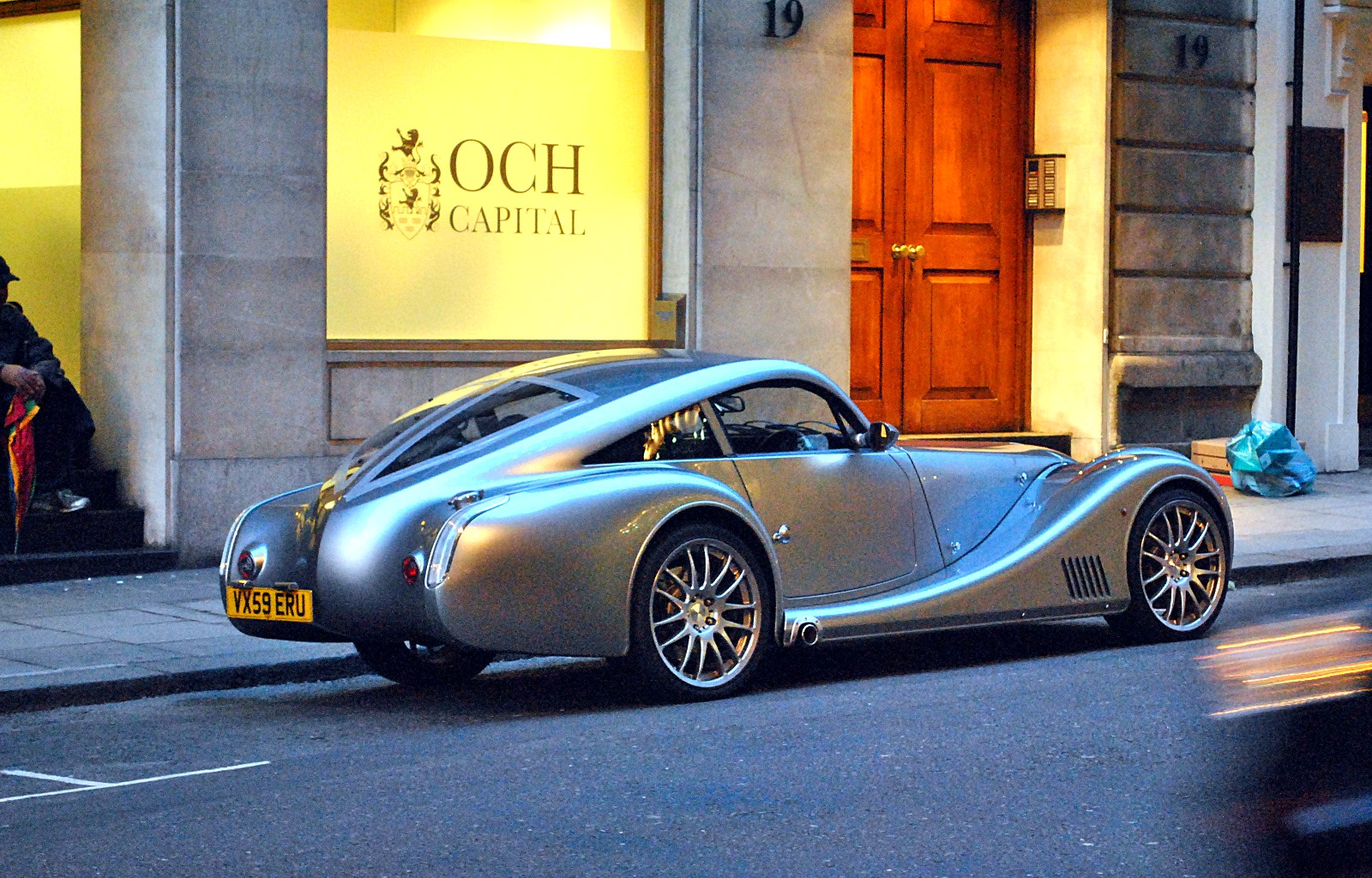
Morgan AeroMax в Лондоне с характерной задней частью в виде «лодочного хвоста»

Morgan AeroMax, дебютировавший в 2005 году на Женевском автосалоне, был выпущен по заказу клиента Morgan — принца Эрика Стурдза из Banque Baring Sturdza в Женеве. Название AeroMax автомобиль получил в честь сына Чарльза Моргана Макса.
Из-за уровня интереса к выставке и с согласия принца Стурдзы был согласован ограниченный тираж в 100 экземпляров в честь столетия компании Morgan. Производство длилось с 2008 по 2009 год.
Культовый дизайн был создан Мэттом Хамфрисом — 21-летним выпускником Университета Ковентри, работающим на заводе компании Morgan.

## Aero Supersports (2009—2016)

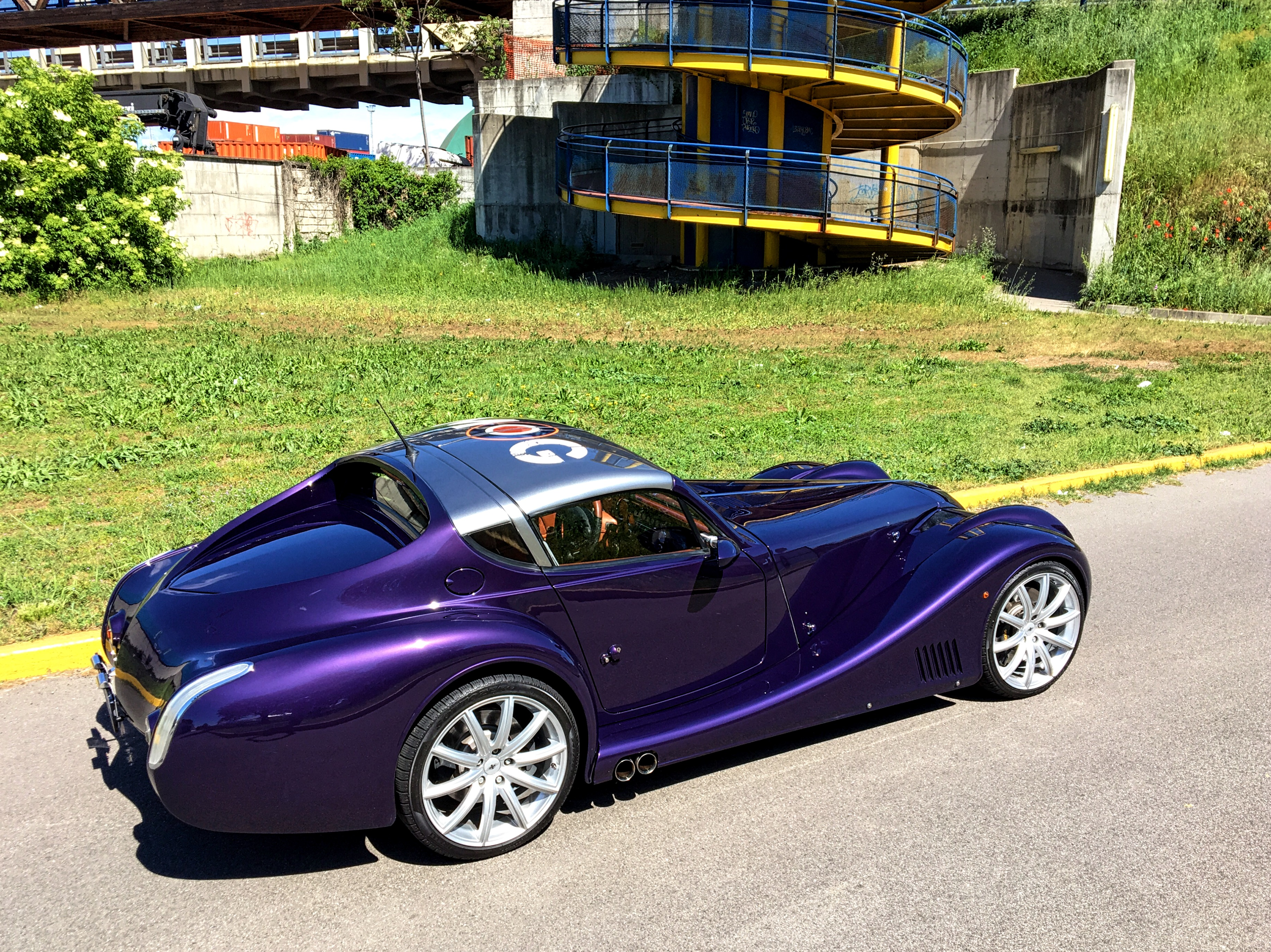
Morgan Aero Supersports 2010

Morgan Aero SuperSports — автомобиль в кузове тарга, дебютировавший в 2009 году на выставке Villa d'Este Elegance Concours в честь 100-летия Morgan. Автомобиль имеет те же шасси, двигатель и трансмиссию, что и Aero 8 Series 4. Прародитель Aero SuperSports — AeroMax. Основные отличия от серийной модели: разное расположение топливного бака, крышка топливного бака на задней колёсной арке, меньший багажник и два держателя для стеклянных бутылок и стаканов за сиденьями.

## Aero Coupe (2012—2016)

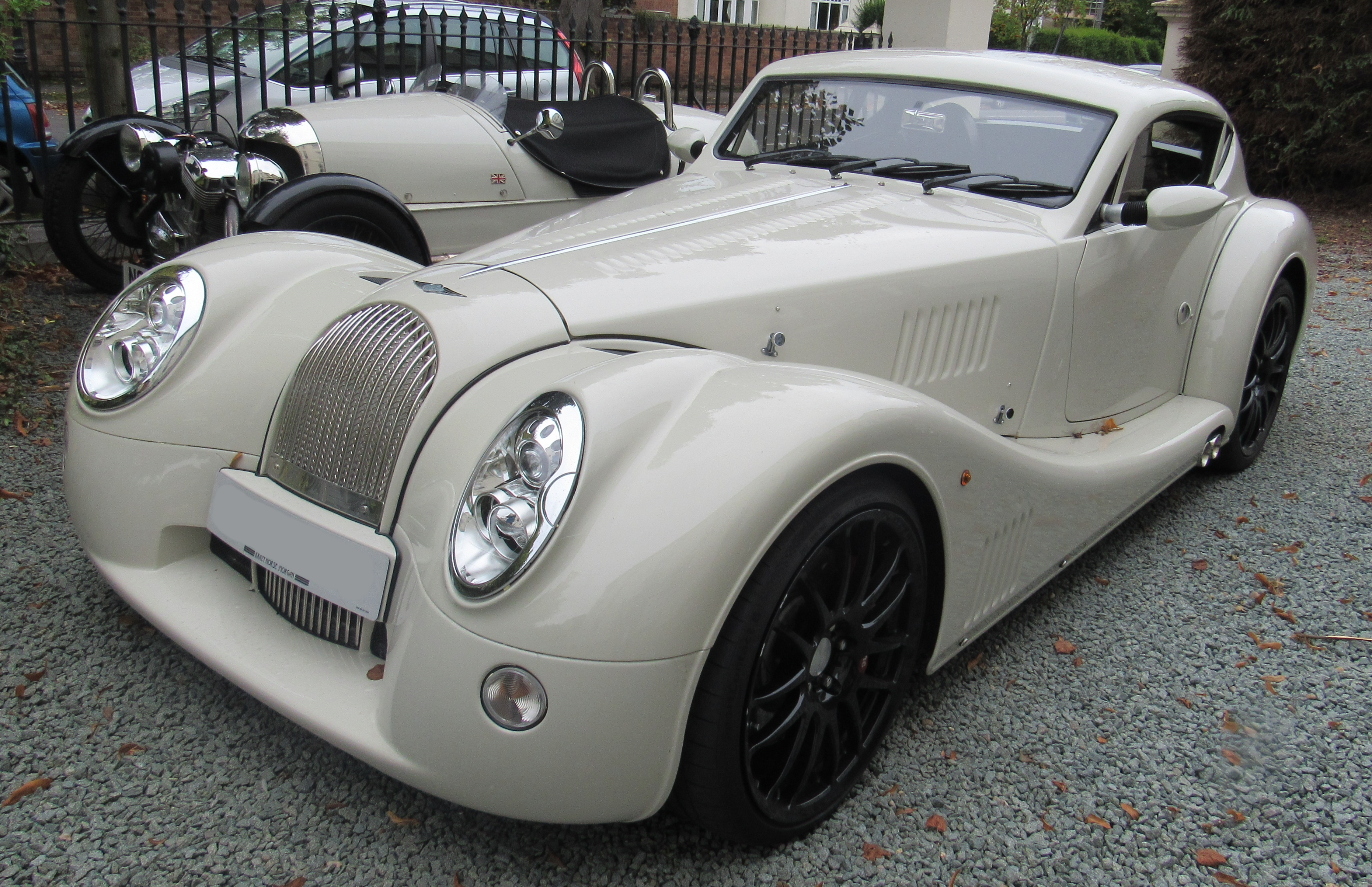
Morgan Aero Coupe

Morgan Aero Coupe выпускался параллельно с Morgan Aero SuperSports. Автомобили в значительной степени идентичны, купе имеет фиксированную крышу в том же дизайне, что и панели targa на Supersports.

## Plus 8 (2012—2019)

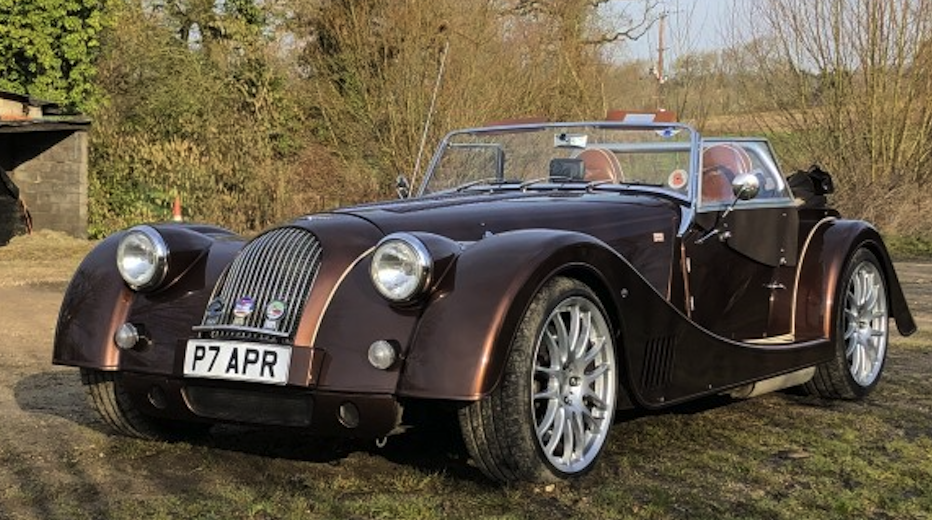
Morgan Aero Plus 8

Plus8 на платформе Aero 8 был представлен в 2012 году. Автомобиль оснащался двигателем объёмом 4,8 л. Коробка передач — механическая или автоматическая. С 2015 по 2016 год автомобили имели заднюю подвеску Aero 8 Series 4, а с 2016 года автомобили имели заднюю подвеску Series 5.

## Plus 8 Speedster (2014)
Plus 8 Speedster — специальная версия Plus 8. Выглядит, как традиционный кафе-рейсер.

## Aero 8 Series 5 (2016—2018)

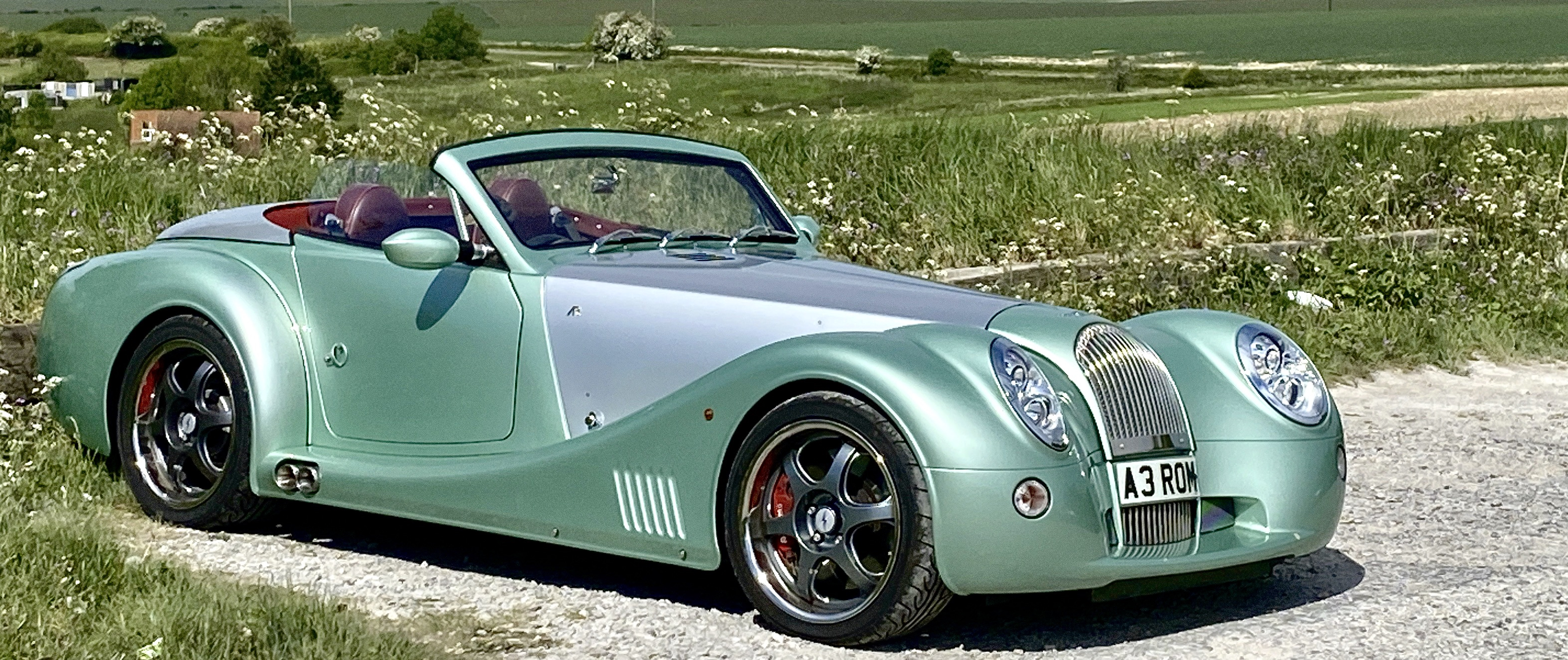
Morgan Aero 8 Series 5

Morgan Aero 8 Series 5 дебютировал в марте 2015 года на Женевском автосалоне. Автомобиль был разработан новым ведущим дизайнером Джонатаном Уэллсом. Подвеска имеет стабилизаторы поперечной устойчивости. Цена — 145000 фунтов стерлингов.